# Meijin femminile 33
La 33ª edizione del Meijin femminile si è disputata tra il 27 gennaio e il 16 aprile 2022. Nakamura Sumire 2d ha vinto il torneo per la determinazione della sfidante, ma nella finale la detentrice del titolo, Fujisawa Rina, ha ottenuto la vittoria, conquistando il titolo per la quinta volta.

## Torneo per la selezione della sfidante
Il torneo per la selezione della sfidante ha visto la partecipazione di sette goiste, di cui quattro (Ueno Asami Kisei f., Suzuki Ayumi 7d, Xie Yimin 6d e Mukai Chiaki 5d) hanno avuto un posto in virtù del piazzamento ottenuto l'edizione precedente, mentre tre (Nyu Eiko 4d, Nakamura Sumire 2d e Omori Ran 1d) si sono qualificate tramite un torneo preliminare.
| Giocatrice          | Ueno Asami | Suzuki Ayumi | Xie Yimin | Mukai Chiaki | Nyu Eiko | Nakamura Sumire | Omori Ran | Risultato | Risultato  |
| ------------------- | ---------- | ------------ | --------- | ------------ | -------- | --------------- | --------- | --------- | ---------- |
| Ueno Asami Kisei f. | -          | B+R          | N+R       | N+7,5        | X        | X               | N+R       | 4-2       | 2          |
| Suzuki Ayumi 7d     | X          | -            | X         | B+4,5        | X        | N+4,5           | B+R       | 3-3       | 4          |
| Xie Yimin 6d        | X          | N+2,5        | -         | N+R          | B+R      | X               | N+R       | 4-2       | 3          |
| Mukai Chiaki 5d     | X          | X            | X         | -            | N+R      | X               | N+R       | 2-4       | Retrocessa |
| Nyu Eiko 4d         | N+R        | B+1,5        | X         | X            | -        | X               | B+R       | 3-3       | Retrocessa |
| Nakamura Sumire 2d  | N+R        | X            | N+2,5     | N+0,5        | B+R      | -               | B+3,5     | 5-1       | Sfidante   |
| Omori Ran 1d        | X          | X            | X         | X            | X        | X               | -         | 0-6       | Retrocessa |

## Finale
La finale è stata una sfida al meglio delle tre partite tra la campionessa in carica Fujisawa Rina Meijin femminile e la vincitrice del torneo per la sfidante, Nakamura Sumire 2d.